# Buckner, Kentucky
Buckner är en ort i Oldham County i delstaten Kentucky, USA. År 2000 hade orten 4 000 invånare. Den har enligt United States Census Bureau en area på 19,5 km², varav 0,4 km² är vatten.